# (9390) 1994 NJ1
A (9390) 1994 NJ1 a Naprendszer kisbolygóövében található aszteroida. Yoshisada Shimizu és Urata Takesi fedezte fel 1994. július 12-én.